# アレハンドロ (曲)
「アレハンドロ」（Alejandro）はアメリカ合衆国のミュージシャン、レディー・ガガの曲である。彼女の2枚目のスタジオアルバム『ザ・モンスター』からの楽曲で、アルバムからの3枚目のシングルとしてスウェーデンで発売された。歌はガガとレッドワンが共同で書き、レッドワンがプロデュースした。ミディアムテンポで、ガガの「セックスモンスターへの恐れ」に影響を受けている。批評家はこの曲はABBAとエイス・オブ・ベイスにかなり影響を受けていると批評し、肯定的な評価をした。
公式発売の前にイギリス・シングル・チャートに入った。ハンガリー・シングル・チャートでは最高5位になった。オーストラリア、カナダ、ニュージーランド、スウェーデンでチャート入りし、シングル7作連続でアメリカのBillboard Hot 100入りを果たした。写真家スティーヴン・クラインによるミュージックビデオは2010年6月7日に発表された。

## 背景

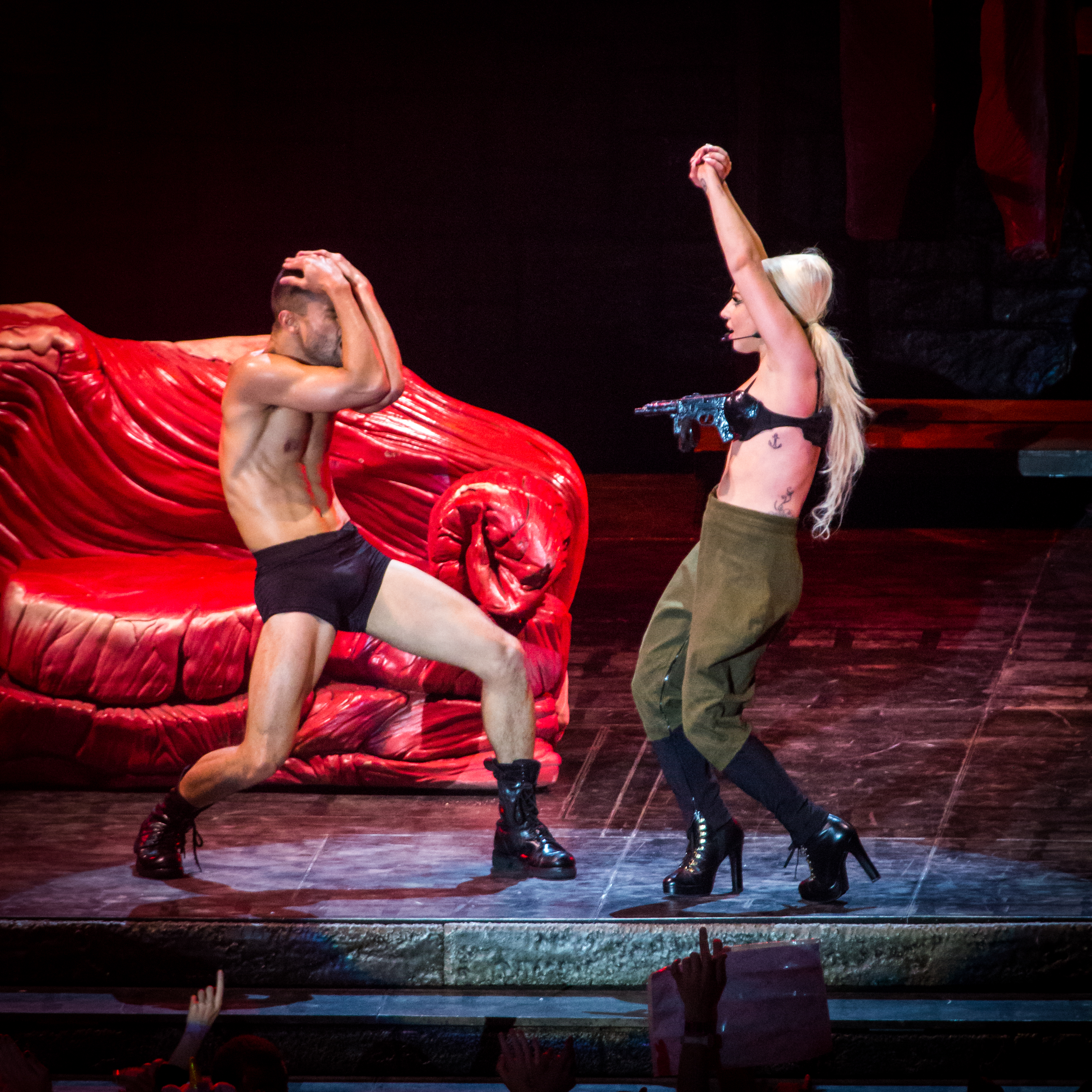
Born This Way Ballで「アレハンドロ」を歌うガガ。

シングルは2010年4月20日にアメリカのラジオ番組で公式に発表された。フセテレビのインタビューにおいて、ガガは「アレハンドロ」の発想の源は彼女の「セックスモンスターへの恐れ」であると述べた。ミッドテンポでヘビーユーロポップとディスコ音楽に影響を受けており、ABBAとエイス・オブ・ベイスに対するオマージュになっている。エイス・オブ・ベイスからの影響は歌、歌唱、メロディー、ビートで際立っている。ガガの英語以外で歌っている間、アクセントをつける。アップリフティングメロディで成り立っている間、彼女は不明瞭な発音をする。そこではイタリアの作曲家ヴィットーリオ・モンティの『チャールダーシュ』のメロディを取り入れている。ソニーATVミュージックパブリッシングから発表されたシートミュージックによると、毎分80拍子の適度なテンポである 。歌詞はラテン系男性の「ハーレム」から身を守っているガガについて話す内容になっている。また、ガガが影響を受けたものの1つとして挙げているABBAの1976年の楽曲『フェルナンド』に対して言及している。

## チャート成績
「アレハンドロ」はダウンロード販売の売上で2009年11月29日付けのイギリス・シングル・チャートで初登場75位。同年12月6日付けのハンガリー・シングル・チャートで初登場5位。2010年4月4日付けのカナダ Hot100では50位。同年4月5日付けのARIAシングルチャートで初登場49位。ビルボードHot100では初登場72位。

## ミュージックビデオ

### スタイルと発表
2010年1月、ガガが「アレハンドロ」のミュージックビデオの出演者を検討しているが、デヴィッド・ウォリアムスとその妻ララ・ストーンとの共演を熱望していると伝えられた。同年3月2日、『ウイメンズ・ウェア・デイリー』が写真家スティーヴン・クラインがビデオの監督をすると報じた。同誌はThe Monster Ball Tourのオーストラリア公演中のガガに同国のラジオ局メルボルン・ノヴァ100の近くで面談した。そこで彼女はビデオについて話した。

「私は『アレハンドロ』のビデオにとても興奮している。我々はまもなくビデオを発表するが、まだ先のことになりそうなので、私はまだ監督が誰であるか言いたくない。怒っている？でも私はあなたに絶対に言わない！ただ、ビデオが『テレフォン』の続編ではないことはあなたに言っておくわ。」

クラインはガガのビデオの監督を務めたことを認めた。2010年5月の『タイムズ』でガガはビデオの概念について、「これは私とゲイの友達とのピュアな友情についての歌なの。そして、この友情は決してストレートの男性との間には築くことが出来ないわ。私のゲイへの愛情の歌よ。また、ゲイ同士が一緒になることについて彼らが見せる勇気への礼賛でもあるの」と説明した。
同年6月1日放送回のテレビ番組『ラリー・キング・ライブ』でビデオの一部が公開された。ビデオは白黒映像で、ガガとダンサーが軍隊行進曲に合わせて踊るというものだった。MTVのカラ・ワーナーはそれがマドンナの『ヴォーグ』のビデオを思い出させるが、「アレハンドロ」のガガのスタイルはマドンナとは対照的でより鋭利で男性的で好戦的だと述べた。同年6月8日16時にガガの公式ウェブサイト及びYouTubeなどでビデオの全編が初公開された。
ビデオは同様にガガのお気に入りであるジャネット・ジャクソンの「リズム・ネイション」のビデオとの関連性も指摘されている

### 内容
ビデオは振付師ボブ・フォッシーのミュージカル映画『キャバレー』に対する賛辞が示されている。ビデオは編みタイツを履いた兵士がキャバレーで眠っている映像から始まる。それから精巧なダンスをしながら前進する男性ダンサーの映像に切り替わる。歌のイントロが始まるとガガは聖心が乗せられた枕を手に持って葬列を導く。次にガガが煙草パイプを持ち、雪の中、外で踊るダンサーを見ている。彼女は双眼鏡の様なアイピースがついている凝った兜をかぶり、玉座に座って、歌い始める。それから3つのベッドの場面になる。ベッドにそれぞれ男性が寝ており、ガガは下着姿でその男性らと性行為のシミュレーションをする。時々、赤い修道女服を着てより大きなベッドに寝ているガガの映像が挿入される。フード付きのローブを着たジャンヌ・ダルクの追憶の場面を思わせるシーンでは、ガガと数人のダンサーが一緒にいる。その後、再び大きなベッドの場面に切り替わり、そこでガガはロザリオを食べる。それから軍服を着たダンサーとガガが踊るが、この場面は振付師ボブ・フォッシーに対するトリビュートである。次にガガが金髪のボブ、ライザ・ミネリのパフォーマンス衣装と類似した服を着用した姿になる。その後、AR-15を備えたブラジャーを身に着けて、ダンサー達と踊る。そして、ジャンヌ・ダルクの場面に戻り、そこでガガはダンサー達と戦いながら服を脱ぐ。最後は修道女姿でベッドに横たわったガガの顔が燃え尽きて終わる。

### 批評

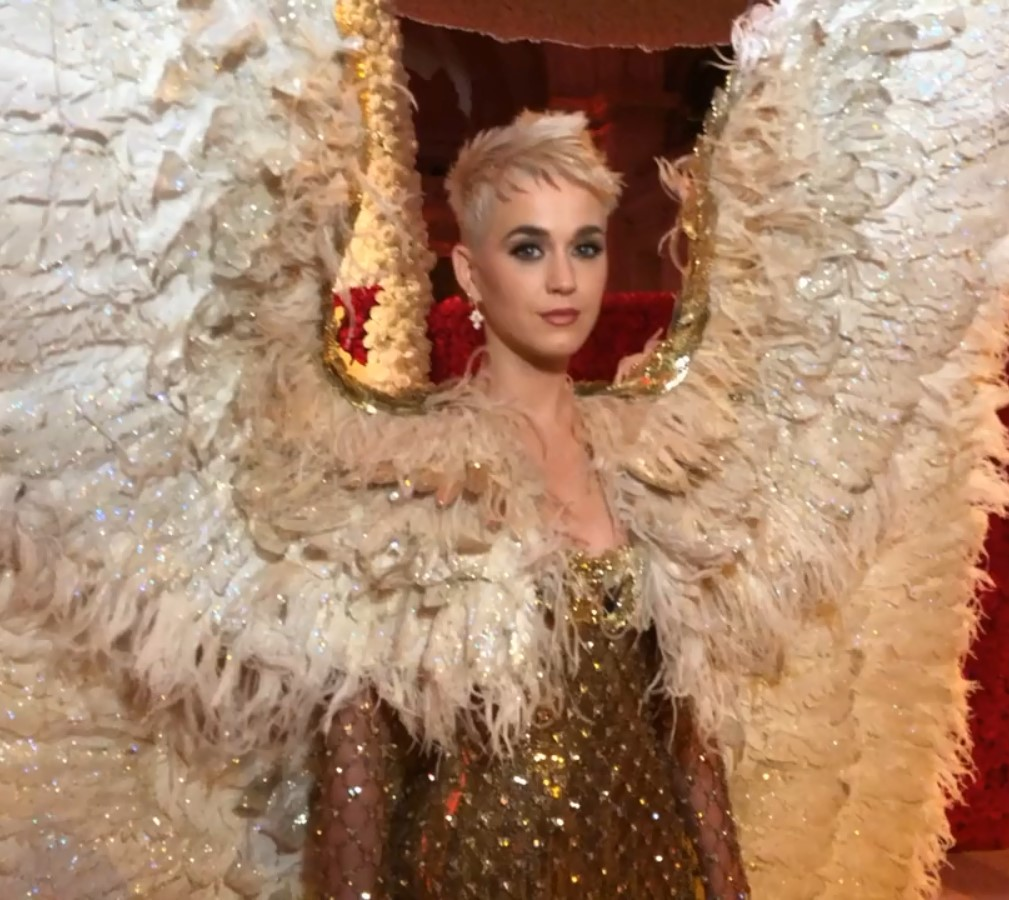
ケイティ・ペリー

歌手ケイティ・ペリーは自身のTwitter上に「エンターテインメントとして（神への）冒涜を使うことは、おならのジョークを言っているコメディアンと同じくらい安い」と投稿した。ペリーは誰のことを言っているのか言及していないが、それは明らかにガガに対するものだった。しかし、ペリーはNRJラジオのインタビューで、「おかしいのは皆が私があれを完全に彼女に対して言ったのだと思っているところよ。」と述べ、ガガだけに言ったわけではないと説明した。

## トラックリスト
| - デジタル・ダウンロード 1. アレハンドロ – 4:34 - ザ・リミックスEP 1. アレハンドロ (アフロジャック リミックス) – 4:48 2. アレハンドロ (ラスコ リミックス) – 3:53 3. アレハンドロ (ディヴ・オーディ リミックス) – 7:15 4. アレハンドロ (スクリレックス リミックス) – 5:49 5. アレハンドロ (キム・ファイ リミックス) – 7:20 6. アレハンドロ (サウンド・オブ・アローズ リミックス) – 3:57 7. アレハンドロ (ビンボ・ジョーンズ リミックス) – 6:40 8. アレハンドロ (クリアアップ リミックス) – 5:22 | - イギリスCDシングル 1. アレハンドロ – 4:34 2. アレハンドロ (ディヴ・オーディ リミックス) – 7:15 - イギリス 7" Vinyl 1. アレハンドロ – 4:34 2. アレハンドロ (ビンボ・ジョーンズ リミックス) – 6:40 - イギリス iTunes Bundle 1. アレハンドロ – 4:34 2. アレハンドロ (ミュージックビデオ) |

## クレジット
- レディー・ガガ – リードボーカル、バックボーカル、プロデューサー、編曲家[1]
- Eelco Bakker – レコーディング・エンジニア[1]
- ロバート・オルトン – ミキシング[1]
- レッドワン – プロデューサー、マルチプレイヤー、プログラミング、ボーカル・アレンジ、レコーディング・エンジニア、バックボーカル[1]
- ジョニー・セベリン – ボーカル編集[1]

## チャートと認定
| チャート (2009/2010)             | 最高 順位 |
| -------------------------------- | --------- |
| Australian Singles Chart         | 2         |
| Belgian Singles Chart (Flanders) | 38        |
| Belgian Tip Chart (Wallonia)     | 1         |
| Canadian Hot 100                 | 4         |
| Czech Airplay Chart              | 16        |
| Dutch Top 40                     | 7         |
| Finnish Singles Chart            | 25        |
| French Digital Singles Chart     | 4         |
| Hungarian Singles Chart          | 5         |
| New Zealand Singles Chart        | 14        |
| Slovak Airplay Chart             | 3         |
| Swedish Singles Chart            | 5         |
| Swiss Singles Chart              | 42        |
| UK Singles Chart                 | 28        |
| US Billboard Hot 100             | 6         |
| US Hot Dance Club Songs          | 5         |
| US Mainstream Top 40             | 5         |

| 国             | 認定     |
| -------------- | -------- |
| オーストラリア | ゴールド |

## 各国の発売日
| 地域           | 情報          | 規格                                       |
| -------------- | ------------- | ------------------------------------------ |
| アメリカ合衆国 | 2010年4月20日 | エアプレイ（ラジオ）                       |
| アメリカ合衆国 | 2010年5月18日 | マキシシングル、EP、デジタル・ダウンロード |
| スウェーデン   | 2010年5月24日 | デジタル・ダウンロード                     |
| ベルギー       | 2010年5月24日 | デジタル・ダウンロード                     |
| フランス       | 2010年5月31日 | The Remixes EP – デジタル・ダウンロード    |
| アメリカ合衆国 | 2010年6月15日 | ザ・リミックスEP – シングル                |
| ドイツ         | 2010年6月15日 | ザ・リミックスEP – シングル                |
| イギリス       | 2010年6月28日 | CDシングル                                 |